# Championnats d'Europe de slalom de canoë-kayak 2022
Navigation
2021 2023
Les Championnats d'Europe de slalom de canoë-kayak 2022 se déroulent à Liptovský Mikuláš (Slovaquie) du 26 au 29 mai 2022.

## Résultats

### Hommes

#### Canoë
| Épreuves       | Or                                                  | Or     | Argent                                                 | Argent | Bronze                                            | Bronze |
| -------------- | --------------------------------------------------- | ------ | ------------------------------------------------------ | ------ | ------------------------------------------------- | ------ |
| C1             | Benjamin Savšek (SVN)                               | 100.44 | Sideris Tasiadis (GER)                                 | 101.01 | Miquel Trave (ESP)                                | 102.17 |
| C1 par équipes | Allemagne Sideris Tasiadis Franz Anton Timo Trummer | 107.94 | Pologne Grzegorz Hedwig Kacper Sztuba Michał Wiercioch | 110.88 | Espagne Luis Fernández Miquel Trave Ander Elosegi | 112.39 |

#### Kayak
| Épreuves       | Or                                              | Or    | Argent                                                 | Argent | Bronze                                           | Bronze |
| -------------- | ----------------------------------------------- | ----- | ------------------------------------------------------ | ------ | ------------------------------------------------ | ------ |
| K1             | Jiří Prskavec (CZE)                             | 96.35 | Giovanni De Gennaro (ITA)                              | 97.67  | Felix Oschmautz (AUT)                            | 99.45  |
| K1 par équipes | Tchéquie Jiří Prskavec Ondřej Tunka Vít Přindiš | 99.40 | Pologne Michał Pasiut Jakub Brzeziński Dariusz Popiela | 101.09 | Allemagne Hannes Aigner Noah Hegge Stefan Hengst | 101.47 |
| K1 extrême     | Jan Rohrer (SUI)                                |       | Mario Leitner (AUT)                                    |        | Felix Oschmautz (AUT)                            |        |

### Femmes

#### Canoë
| Épreuves       | Or                                                         | Or     | Argent                                              | Argent | Bronze                                                    | Bronze |
| -------------- | ---------------------------------------------------------- | ------ | --------------------------------------------------- | ------ | --------------------------------------------------------- | ------ |
| C1             | Mallory Franklin (GBR)                                     | 113.35 | Marjorie Delassus (FRA)                             | 115.07 | Tereza Fišerová (CZE)                                     | 115.77 |
| C1 par équipes | Slovaquie Emanuela Luknárová Zuzana Paňková Soňa Stanovská | 131.13 | France Laurène Roisin Marjorie Delassus Lucie Baudu | 132.57 | Tchéquie Gabriela Satková Tereza Fišerová Martina Satková | 132.81 |

#### Kayak
| Épreuves       | Or                                                 | Or     | Argent                                                             | Argent | Bronze                                                        | Bronze |
| -------------- | -------------------------------------------------- | ------ | ------------------------------------------------------------------ | ------ | ------------------------------------------------------------- | ------ |
| K1             | Stefanie Horn (ITA) Eliška Mintálová (SVK)         | 107.24 | Non attribuée                                                      | —      | Mallory Franklin (GBR)                                        | 110.29 |
| K1 par équipes | France Camille Prigent Romane Prigent Emma Vuitton | 115.30 | Grande-Bretagne Kimberley Woods Mallory Franklin Megan Hamer-Evans | 118.64 | Pologne Klaudia Zwolińska Natalia Pacierpnik Dominika Brzeska | 121.23 |
| K1 extrême     | Tereza Fišerová (CZE)                              |        | Mallory Franklin (GBR)                                             |        | Ajda Novak (SVN)                                              |        |

## Tableau des médailles
- Pays organisateur ( Slovaquie)

| Rang  | Nation          | Or | Argent | Bronze | Total |
| ----- | --------------- | -- | ------ | ------ | ----- |
| 1     | Tchéquie        | 3  | 0      | 2      | 5     |
| 2     | Slovaquie       | 2  | 0      | 0      | 2     |
| 3     | Grande-Bretagne | 1  | 2      | 1      | 4     |
| 4     | France          | 1  | 2      | 0      | 3     |
| 5     | Allemagne       | 1  | 1      | 1      | 3     |
| 6     | Italie          | 1  | 1      | 0      | 2     |
| 7     | Slovénie        | 1  | 0      | 1      | 2     |
| 8     | Suisse          | 1  | 0      | 0      | 1     |
| 9     | Pologne         | 0  | 2      | 1      | 3     |
| 10    | Autriche        | 0  | 1      | 2      | 3     |
| 11    | Espagne         | 0  | 0      | 2      | 2     |
| Total | Total           | 11 | 9      | 10     | 30    |